# 普莱西昂 (德龙省)
普莱西昂（法語：Plaisians）是法国德龙省的一个市镇，属于尼永区（Nyons）比伊勒巴罗涅县（Buis-les-Baronnies）。该市镇总面积29.64平方公里，2009年时的人口为177人。

## 人口
普莱西昂人口变化图示